# Éric Franceschi
Pour les articles homonymes, voir Franceschi.
Éric Franceschi, est un photojournaliste indépendant français, né le 21 décembre 1961 à Orange. 

## Biographie
Éric Franceschi né en 1961 à Orange est le fils de Francis Franceschi, un instituteur. Il est diplômé de l’École des Beaux-arts de Marseille. Marié et père de deux enfants, il vit et travaille dans les Alpes-de-Haute-Provence.
Après avoir obtenu le prix Ilford et le prix du festival Off des Rencontres d’Arles en 1987, il intègre l’agence VU en 1988 pour dix-huit ans. 
Il photographie l’actualité dans la région Provence-Alpes-Côte d'Azur pour Libération dont il a été le correspondant marseillais de 1986 à 2020, et réalise des sujets magazine pour L'Humanité Dimanche, L'Express, M, le magazine du Monde,  La Croix L’Hebdo, ou encore Télérama.
Depuis 2017, il réalise un sujet au long cours le long de la Transbassealpine Digne-Nice.
Son travail est diffusé par Divergence Images.

## Publications
- Mon œil, avec Ariel Kenig, Thierry Magnier Éditions, 2007.  (ISBN 978-2844205780)
- Et puis s’en vont : photographies politiques, Parenthèses Éditions, 2007.  (ISBN 978-2863641774)
- Cinq mois au col de la Bonette, M, le magazine du Monde, no 10, 21 novembre 2009, pp.40-45.
- Au cœur battant de la montagne, La Croix L’Hebdo, no 81, 7 mai 2021[6].

## Expositions
- 1987 : Bébête Shoot – Les animaux de la ferme, Festival Off, Rencontres d’Arles.
- 1987 : Bébête Shoot – Les animaux de la ferme, Palais de Tokyo à Paris.
- 2007 : Sur les traces du Lièvre de Vatanen, Festival des Promenades photographiques de Vendôme[7].
- 2013 : Froid Noir – Chronique d’un arrière monde, Festival des Promenades photographiques de Vendôme.

## Prix et récompenses
- 1987 : Prix Ilford[1]
- 1987 : Prix du festival Off des Rencontres d'Arles en 1987 pour « Bébête Shoot », série de portraits d'animaux de la ferme exposée ensuite au Palais de Tokyo à Paris[1]
- 2019 : Prix du photojournalisme du Club de la presse Marseille Provence Alpes du Sud[8].

### Portfolios
- « Éric Franceschi, regard sur 30 années de la vie de Pascal C. Paysan, Picto, 8 juin 2015.
- « Éric Franceschi, une vie dans l’objectif », Rendez-vous photos, 12 mai 2017.
- « “Froid noir”, chronique d’un arrière-monde », Libération, 27 juillet 2019.
- « La vacance : nos vacances en famille, en Rolleiflex, et en noir et blanc », Libération, 1er juin 2020.

### Podcast
- « L’invité : Éric Franceschi, Riviera, cher pays de mon enfance. », Vertigo Radio télévision suisse, 42 min, 28 mars 2018.

### Videogramme
- « Et puis s’en va », une rencontre avec le photographe Éric Franceschi autour de son livre Et puis s’en vont… Photographies politiques. Documentaire de Thomas Goupille, 24 min, 2012 (Remasterisé en 2019).